# Salu (Halinga)
Salu – wieś w Estonii, w prowincji Parnawa, w gminie Halinga.